# Gastrophanella primore
Gastrophanella primore är en svampdjursart som beskrevs av Gomez 1998. Gastrophanella primore ingår i släktet Gastrophanella och familjen Siphonidiidae. Inga underarter finns listade i Catalogue of Life.